# Papendorf (Vorpommern-Greifswald járás)
Papendorf település Németországban, Mecklenburg-Elő-Pomeránia tartományban. Lakosainak száma 204 fő (2023. december 31.).

## Népesség
A település népességének változása:
| Lakosok száma | 233  | 211  | 205  | 196  | 208  | 204  |
|               | 2014 | 2017 | 2019 | 2021 | 2022 | 2023 |